# 左近義慈
左近 義慈（さこん よししげ、1906年5月13日 - 1990年2月18日）は、日本の牧師・聖書学者。青山学院神学部元教授、東京神学大学名誉教授。
青山学院神学部元教授左近義弼は父。東京神学大学元学長左近淑は義理の息子。

## 生涯
1906年、左近義弼・まつの次男として米国・ニューヨークで生まれる。青山学院中等部、専門部を経て渡米し、南カリフォルニア大学を卒業。
ニュージャージー州マディソンにあるドルー大学神学大学院に進み、旧約聖書学を専攻。1935年に修士課程を修了し、修士号を取得。特別奨学金を得てエルサレムにあるアメリカ東洋研究所（W. F. Albright Institute of Archaeological Research）の特別研究員としてウィリアム・オルブライトの下で聖書考古学およびセム語を研究。
1937年に青山学院神学部教授に就任。
1938年に日本メソヂスト教会で按手を受けて牧師となる。
1940年にドルー大学時代に知り合った田川孝枝（活水学院教師）と結婚。（妻・孝枝は、長崎県佐世保出身。県立佐世保高女、活水女子専門学校英文科を経て、日本メソジスト京城教会婦人伝道師（1928～32年）。米国オハイオ・ウェスレアン大学を卒業、1934年にドルー大学大学院修了。帰国後、活水女子専門学校、活水高等女学校、同校専門部聖書科教授を務め、義慈と結婚後は青山学院女子専門部、高等女子部、女子神学部で講師を務めた）。1941年に長女・和子が誕生。
1943年に青山学院神学部が日本東部神学校に合流したことに伴い比屋根安定教授と共にこれに加わる。以来、同校が日本基督教神学専門学校を経て東京神学大学となり、1975年の退職までの間、聖書考古学、ギリシャ語、ヒブル語を担当。
戦後、桑田秀延学長と共に神学校の発展に寄与し、海外からの奨学金を募って学生たちを物心両面で支えることに心砕いた。
口語訳聖書翻訳委員、日本旧約学会会長を歴任した。日本人としては初めて英国旧約学会準会員、米国聖書学会終身会員に推挙された。
1990年2月18日に83歳で逝去。墓所は多磨霊園にある。

## 表彰
1986年に日本キリスト教文化協会からキリスト教功労者として顕彰された。

## 著書
- 『ヒブル語入門』改訂増補版（本間敏雄　改訂増補、教文館、2011年）
- 『新約聖書ギリシャ語入門』（新教出版社、1982年）
- 『聖書時代の生活I　古代イスラエルの風土と生活の基本構造（南部泰孝と共著、創元社、1980）
- 『聖書時代の生活II　古代イスラエルの制度と宗教』（南部泰孝と共著、創元社、1982）

など

## その他の経歴
- 口語訳聖書翻訳委員
- 日本旧約学会会長
- 日本人最初の英国旧約学会準会員